# Auliscomys pictus
Auliscomys pictus là một loài động vật có vú trong họ Cricetidae, bộ Gặm nhấm. Loài này được Thomas mô tả năm 1884.

## Hình ảnh

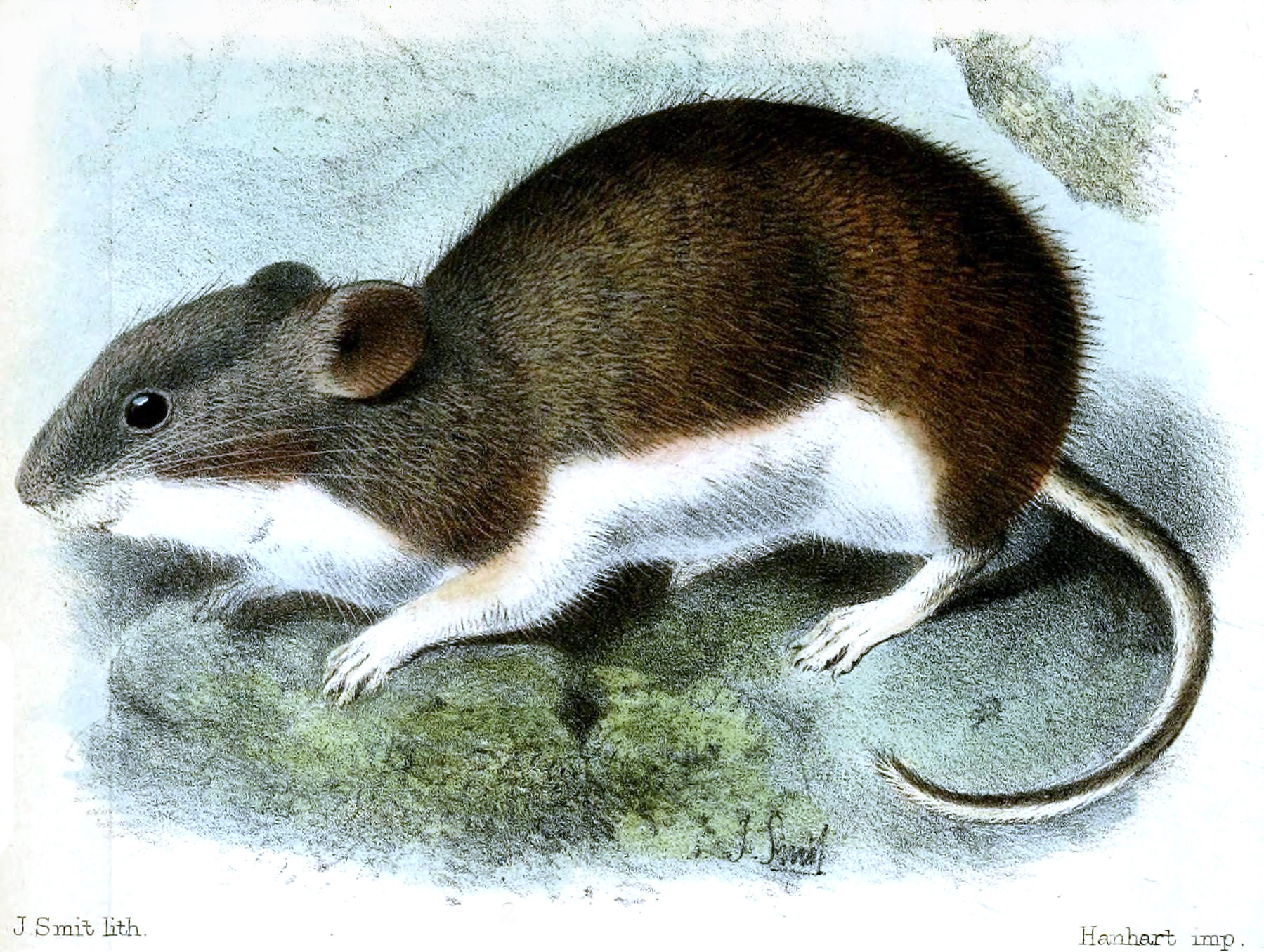